# Daxue (solarperiod)
Dàxuě (pīnyīn), Taisetsu (rōmaji) eller Daeseol (romaja) (kinesiska och japanska: 大雪; koreanska: 대설; vietnamesiska: Đại tuyết; bokstavligen ”stora snön”) är den tjugoförsta solarperioden i den traditionella östasiatiska lunisolarkalendern (kinesiska kalendern), som delar ett år i 24 solarperioder (節氣). Daxue börjar när solen når den ekliptiska longituden 255°, och varar till den når longituden 270°. Termen hänvisar dock oftare till speciellt den dagen då solen ligger på exakt 255° graders ekliptisk longitud. I den gregorianska kalendern börjar daxue vanligen omkring den 7 december och varar till omkring den 21 december (ofta 22 december ostasiatisk tid).

## Pentader
Varje solarperiod kan indelas i tre pentader (候): Första pentaden (初候), andra pentaden (次候) och sista pentaden (末候). Ett år har alltså 72 pentader och för daxue gäller:
- Första pentaden: 鶡旦不鳴 (”jie-fågeln upphör att gala”) – jie är en fågel, i likhet med fasan, som tros vara aggressiv och stridande. När vintern fortskrider, upphör även denna aktiva fågel att gala.
- Andra pentaden: 虎始交 (”tigrar börjar para sig”)
- Sista pentaden: 荔挺生